# Twemlow
Twemlow is een civil parish in het bestuurlijke gebied Cheshire East, in het Engelse graafschap Cheshire met 192 inwoners.